# Paula Anacaona
Paula Anacaona, née le 21 juillet 1977, est une autrice et traductrice française. Elle fonde une maison d'édition spécialisée en littérature brésilienne.

## Biographie
Paula Anacaona naît le 21 juillet 1977. Elle est métisse, née d'une mère française et d'un père vénézuélien. Son père abandonne la famille. Adulte, elle choisit pour pseudonyme Anacaona, le nom de la princesse et reine des Taïnos, premier peuple des Antilles, et qui affronta les troupes de Christophe Colomb.
À l'âge de vingt ans, Paula Anacaona découvre le Brésil. Elle lit la littérature classique brésilienne. Elle découvre les écrits de Ferréz et des minorités raciales. En 2009, elle fonde les éditions Anacaona pour diffuser la littérature contemporaine et alternative du Brésil.
Elle a traduit plus de cinquante livres, pour les éditions Anacaona et d’autres maisons d'édition. Par ailleurs, elle travaille pour diverses organisations internationales en traduisant de l'anglais.
En 2018, elle publie son premier roman Tatou. Le thème principal est le métissage racial et social ainsi que la place des femmes noires dans les sociétés française et brésilienne.
En 2019, Paula Anacaona publie 1492, Anacaona, l'insurgée des Caraïbes,  illustrations de Claudia Amaral sur l’histoire de la reine Anacaona et les premiers peuples des Antilles,.

## Accueil critique
Paula Anacaona est l'autrice, en 2020, de Solitude la flamboyante qui retrace la vie de Solitude, une figure historique guadeloupéenne devenue le symbole de la résistance des esclaves noirs luttant contre le rétablissement de l'esclavage en 1802. Pour Philippe Triay, journaliste de France Info, Paula Anacaona s'appuie sur de  « solides recherches historiques » pour évoquer, à travers la vie de Solitude, l'économie de l'île et l'organisation des plantations.

## Publications
- Tatou, Anacaona éditions, 2018, 245 p. (ISBN 978-2-918799-96-2)
- 1492, Anacaona, l'insurgée des Caraïbes,  illustrations de Claudia Amaral, Anacaona éditions, 2019, 188 p. (ISBN 978-2-490297-01-6)
- Solitude la flamboyante, illustration Claudia Amaral, Anacaona éditions, 2020, 230 p.
- Gaïa changera le monde, illustrations de Claudia Amaral, Anacaona éditions, 2021, 47 p. (ISBN 978-2-490297-05-4)
- Maria Brandao, nos pas viennent de loin, Anacaona éditions, 2023, 308 p. (ISBN 978-2-490297-25-2)